# المهندسين (أم درمان)
حي المهندسين  هو حي سوداني يقبع بجمهورية السودان، في ولاية الخرطوم في الجزء الجنوبى الغربي لأم درمان القديمة، ويعتبر من الأحياء الجديدة، تأسس في أوائل السبعينيات. ويقع الحي في مدينة أم درمان تحده شرقاً المنطقة العسكرية و"حي بانت غرب" ومن الغرب شارع حمد النيل وجنوباً "حي ابوسعد"

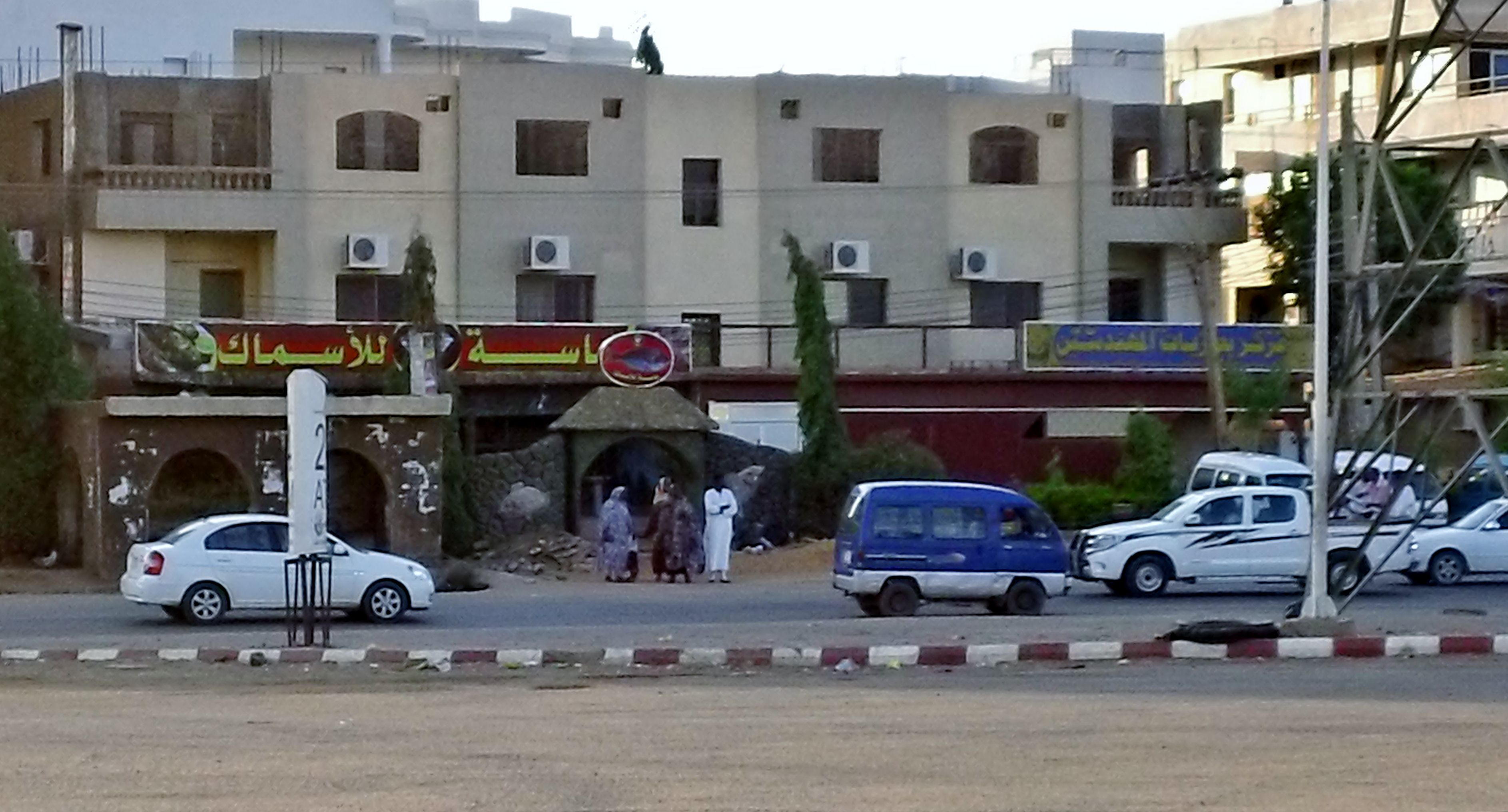
حي المهندسين الواجهة الطلة على الشارع الرئيسي

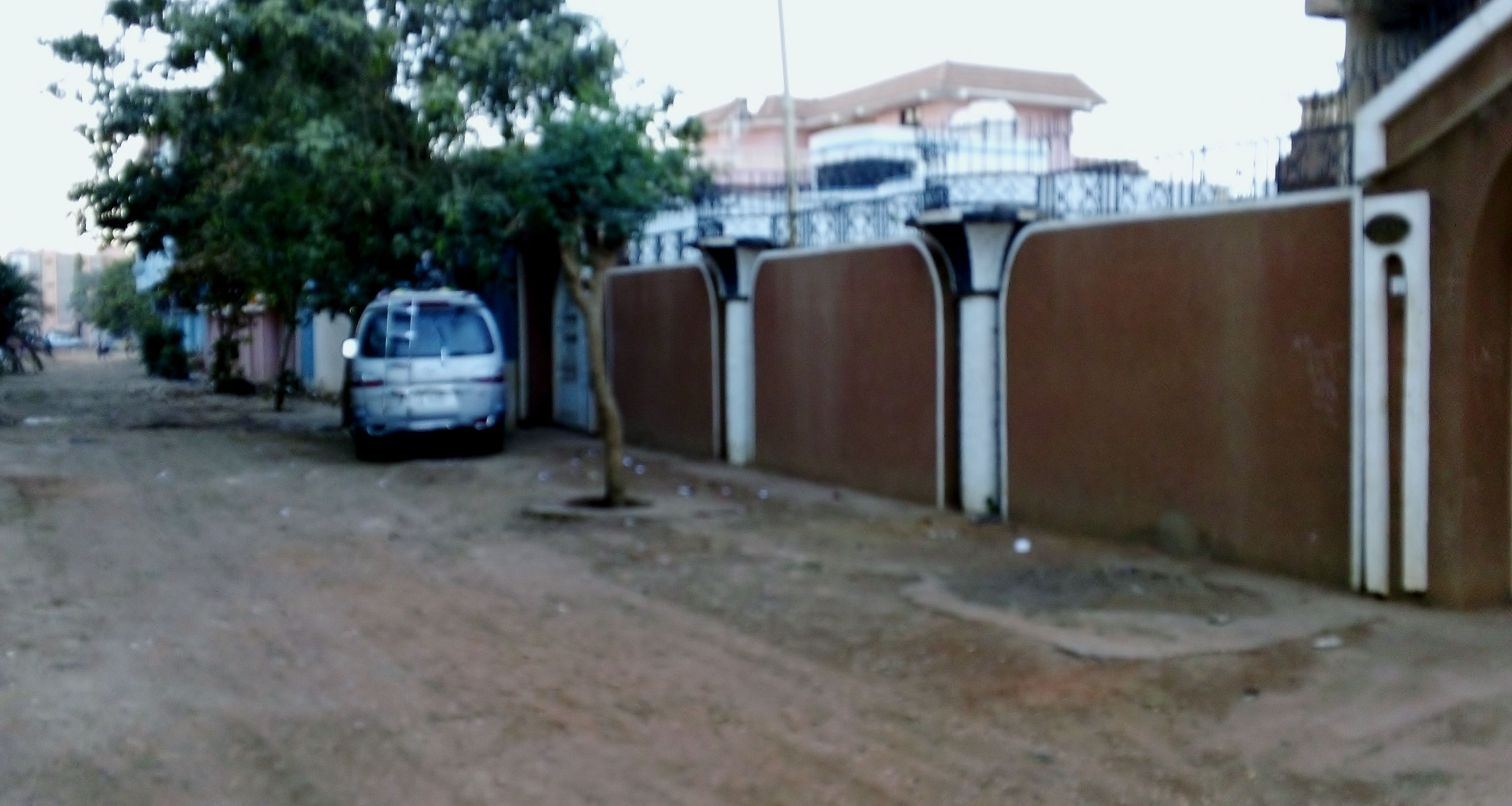
حي المهندسين مربع (28)-أم درمان-السودان

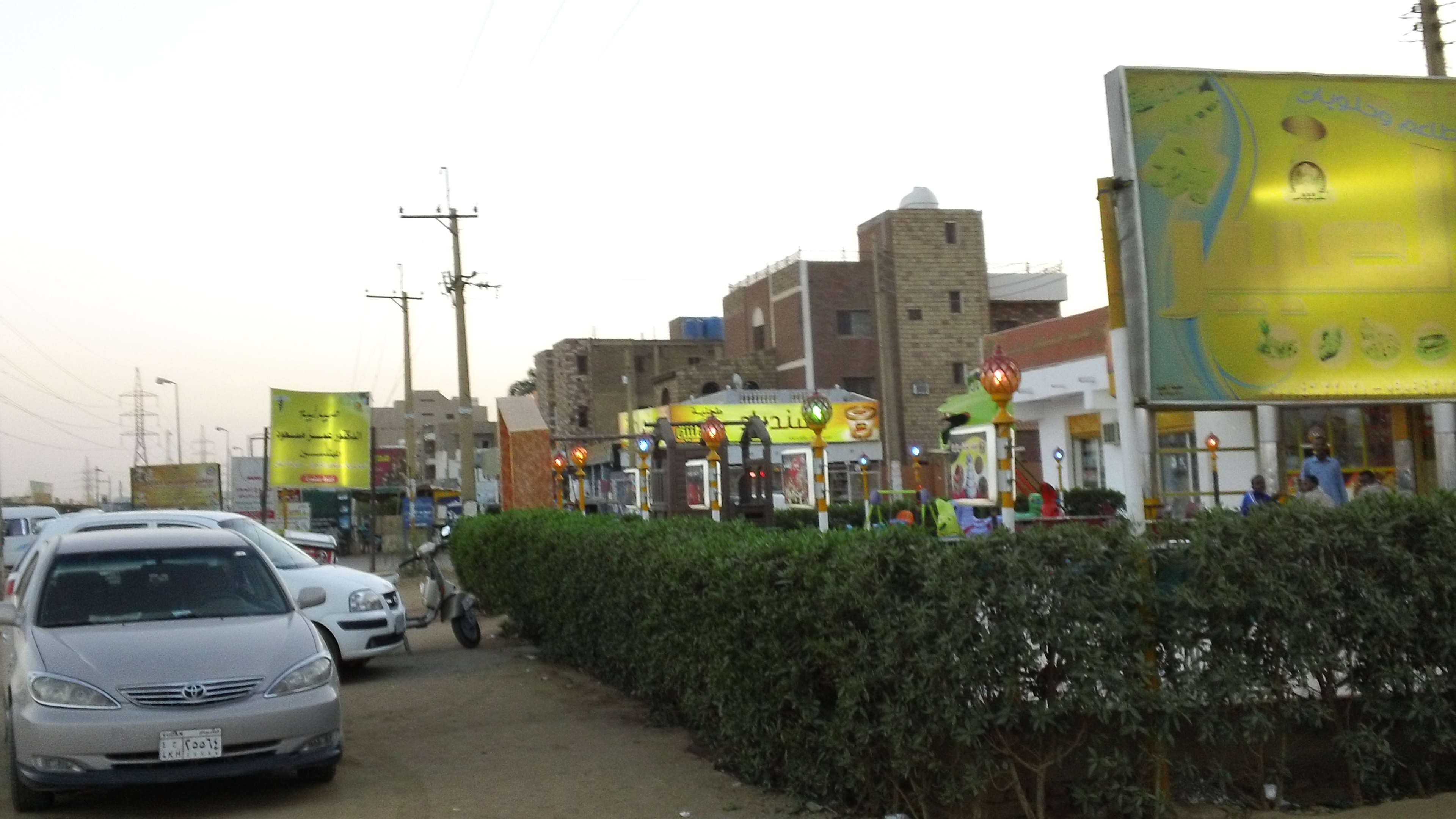
حي المهندسين

## أصل التسمية
كان اسمها "العودة"، سُمِّيت به بعد فشل انقلاب الرائد هاشم العطا وعودة الرئيس جعفر محمد نميري للسلطة وبعد الانتفاضة رفع تجمع اليسار شعار كنس آثار "ثورة مايو" فكنس اسم العودة وأطلق على الحي اسم المهندسين

## تاريخ حي المهندسين
- كانت هذة المنطقة عبارة عن منطقة عسكرية وكان جزء كبير منها تعرف ("بالدِروه") وهي تعني المنطقة التي تقام فيها تمارين "[اطلاق النار]" ولكن نسبة للنمو والزحف السكاني تم مسح هذة المنطقة ووزعت سكن درجة أولى، ثانية وثالثة أي بان تكون المباني بالاسمنت المسلح.
- وُزِّعت هذه المربعات كخطة إسكانية بدأت مع أوائل السبعينيات لكبار الموظفين وأصحاب المال ليكون الحي واجهة لمدينة أم درمان.

## تقسيم الحي

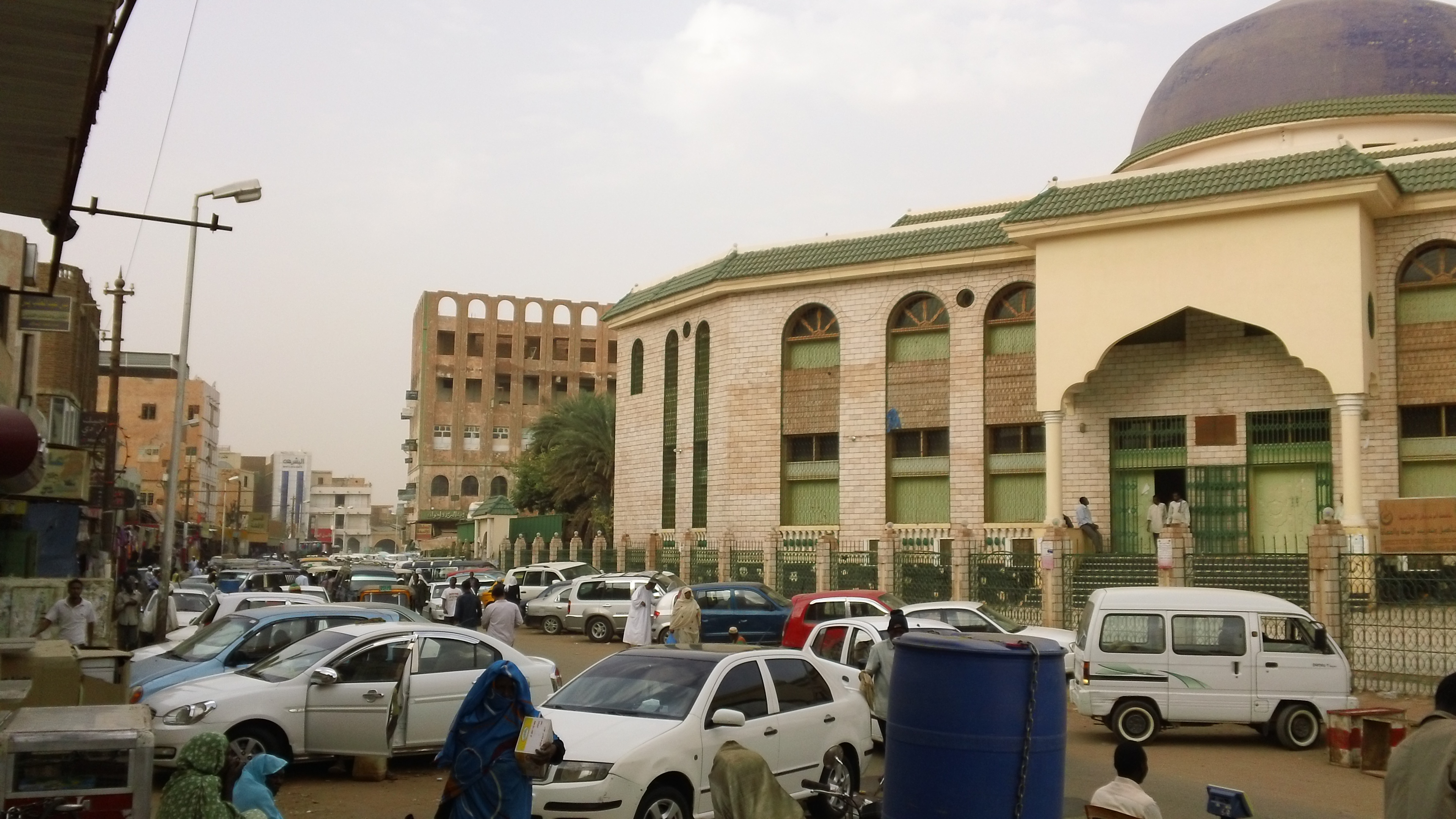
سوق أم درمان

حي المهندسين مقسم إلى مربعات سكنية مربوط داخليلا بطرق معبدة ويضم مربع 28 ـ 29 ـ 30 ومربعات أخرى ضُمّت إليه ووُزِّعت هذه المربعات كخطة إسكانية بدأت مع أوائل السبعينيات لكبار الموظفين وأصحاب المال ليكون الحي واجهة لمدينة أم درمان.
يلاحظ ارتفاع الاسعار بالنسبة لبيع وإيجار العقارات بمدينة المهندسين وهي من اغلى العقارات بمدينة أم درمان

## الحياة الاجتماعية
- غالبية سكان الحي سكان أم درمان القديمة . فلذلك حياة أفراده كحياة أهل أم درمان وصفاتهم كصفات مجتمعها، عرفوا بخصال اجتماعية طيبة كإغاثة المستغيث بهم، والترحيب بالضيف، والأريحية. تجمع بين اعراق، وأعراف مختلفة في مزيج اجتماعى متداخل ومتماسك ومتعاضد. وللحي دوراً وطنياً رائداً.
- كما يتسم أهل الحي بالتماسك الاجتماعي والأسري والتعاضد خاصة، في مناسباتهم الثقافية والرياضية والاجتماعية.

الحي مقسم داخلياً لمربعات ومربع 30 وزع كخطة إسكانية لاحقاً ومعظم ملاكه من العسكريين جيش وشرطة ورجال الأعمال وموظفين كبار في الدولة ويضم مربع 28 شريحة مقدرة من القضاة خُصِّص لهم جزء أُضيف لمربع 28 سُمّي بشريحة القضاة وفاءً لهم.

## المدارس
- مدرسة بشير محمد سعيد النموذجية
- مدارس مبروكة الخاصة
- مدارس المهندسين الخاصة

## أهم معالم الحي
- مسجد المهندسين
- مسجد الزبير محمد صالح
- مسجد الأبرار
- قلعة الأزرق - الهلال السودان.
- مسجد الفرقان

## أهم الشخصيات بحي المهندسين
هناك العديد من الشخصيات البارزة المنتمية للحي منها:
- المشير الزبير محمد صالح: نائب رئيس الجمهورية عمر حسن احمد البشير
- الفريق حسان عبد الرحمن: وزير الدفاع السودانى السابق.
- الفريق طبيب بابكر جابر كبلو

## وصلات خارجية
1. موسوعة السودان الرقمية
2. http://e-omdurman.net.sd/ar
3. موقع محلية أم درمان